# Attersee am Attersee
Pour les articles homonymes, voir Attersee.
Attersee am Attersee (Attersee jusqu'au 24 février 2008) est une commune du district de Vöcklabruck dans le Hausruckviertel en Haute-Autriche. Elle avait 1 563 habitants en 2011, et se situe au bord de l'Attersee.

## Géographie
Attersee est une commune importante du Salzkammergut, célèbre pour ses magnifiques paysages lacustres.

## Monuments
- Église Notre-Dame de l'Assomption : ancienne église gothique reconstruite en style baroque en 1652, agrandie au XVIIIe siècle par Jakob Pawanger. Statuaire remarquable (dont une Vierge à l'Enfant gothique), statues de Meinrad Guggenblicher.
- Église évangélique: début XIXe siècle
- Église Saint-Laurent (à Abtsdorf): Autels et chaire de Meinrad Guggenblicher (de 1699 à 1703)
- Château (privé)